# 利寧卡河
利寧卡河（烏克蘭語：Лінинка），是烏克蘭西部的河流，屬於德涅斯特河的左支流。該河流經利維夫州的桑比爾區，河道全長20公里，流域面積81平方公里。